# Барон Рейт

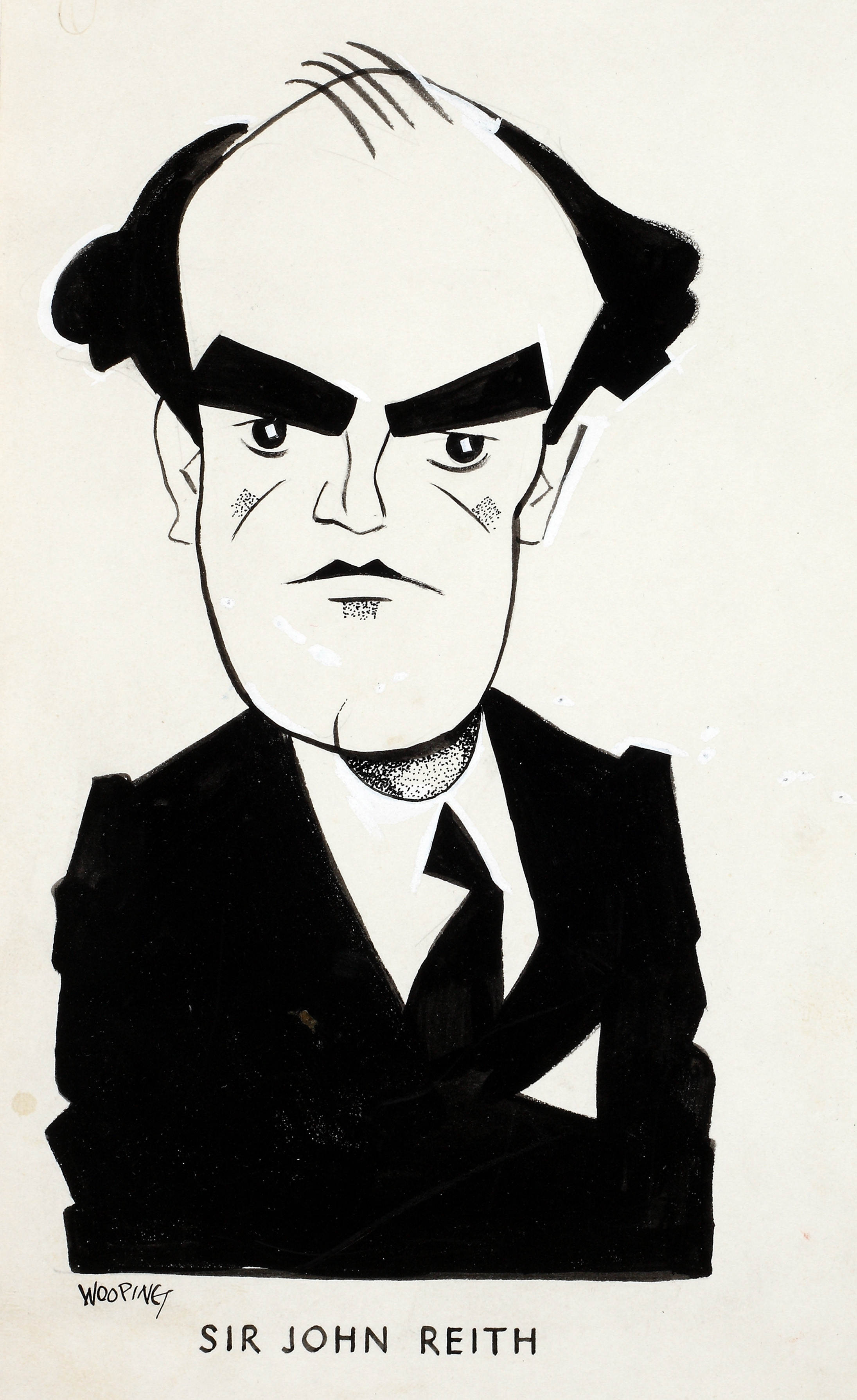
Джон Чарльз Уолшем Рейт, первый барон Рейт (1889—1971), карикатура 1939—1944 гг.

Барон Рейт из Стонхейвена в графстве Кинкардиншир — наследственный титул в системе Пэрства Соединённого королевства. Он был создан 21 октября 1940 года для Джона Рейта (1889—1971), первого генерального директора BBC (1927—1938). Также он был депутатом Палаты общин от Саутгемптона (1940), министром информации (1940), министром транспорта (1940), министром общественных работ (1940), министром общественных работ и зданий (1940—1942) и министром общественных работ и планирования (1942). Его единственный сын, Кристофер Джон Рейт, 2-й барон Рейт (1928—2016), отрицал своё пэрское звание с 1972 года. 
На 2024 год титул барона принадлежит его сыну — Джеймсу Гарри Джону Рейту, 3-у барону Рейту (род. 1971), который наследовал отцу в 2020 году.

## Бароны Рейт (1940)
- 1940—1971: Джон Чарльз Уолшем Рейт, 1-й барон Рейт (20 июля 1889 — 16 июня 1971), сын доктора Джорджа Рейта (1842—1919)[1];
- 1971—2020: Кристофер Джон Рейт, 2-й барон Рейт (27 мая 1928 — 23 октября 2016), единственный сын предыдущего, отрицает пэрское звание с 21 апреля 1972 года[2];
- 2020 — настоящее время: Джеймс Гарри Джон Рейт, 3-й барон Рейт (род. 2 июня 1971), единственный сын предыдущего[3];
  - Наследник: достопочтенный Гарри Джозе Рейт, (род. 2006), единственный сын предыдущего.